# Thomas Henry
Thomas Henry (26 octubre de 1763, Wrexham - 18 de juny de 1816, Manchester) fou un farmacèutic i químic anglès, fundador de la Manchester Literary and Philosophical Society i pare de William Henry.
Havia après l'ofici de cirurgià i farmacèutic a Wrexham i fou ajudant d'un farmacèutic visitant a Oxford. Després s'establí a Knutsford durant cinc anys. Es casà amb Mary Kinsey a l'Església Parroquial de Knutsford el 16 de juny de 1760. Després es mudà a King Street, Manchester, on treballà com a cirurgià i farmacèutic. En aquella època, homes com a Henry eren qui proporcionaven la major part de l'atenció mèdica. Els metges eren educats a la universitat, però hi havia pocs d'ells i estaven principalment a Londres.
Henry descobrí una nova forma de fer carbonat de magnesi que utilitzà com un antiàcid, la magnèsia de Henry. Presentà un document sobre la seva preparació al Royal College of Physicians de Londres el 1771. Fou animat pels amics a produir-la i es fabricà fins almenys 1881. L'empresa, que també produïa gasoses, resultà ser rendible. Thomas Henry publicà un document sobre la preservació de l'aigua del mar a causa de la putrefacció, que mostrava la importància de les sals de magnesi en el procés de putrefacció. Aquest article també tenia compte d'una màquina inventada recentment per impregnar aigua amb aire fix (diòxid de carboni) comunicada al Sr. Henry per I Haygarth MB FRS i llegit el 21 de novembre de 1781. Aquesta última descriu com l'aire fix es podria fer per l'acció de àcid sobre calç i el gas bullit a l'aigua. Això fou clarament un precursor de la seva pròpia fabricació d'aigua de soda i, probablement, conduí als estudis quantitatius del seu fill William Henry sobre la dissolució de gasos per fluids que culminaren amb la llei de Henry.